# Kolyndjany
Kolyndjany (ukrainisch Колиндяни; russisch Колындяны/Kolyndjany, polnisch Kolędziany) ist ein Dorf im Rajon Tschortkiw der Oblast Ternopil im Westen der Ukraine etwa 13 Kilometer südöstlich der Rajonshauptstadt Tschortkiw und 69 Kilometer südlich der Oblasthauptstadt Ternopil am Fluss Nitschlawa gelegen.

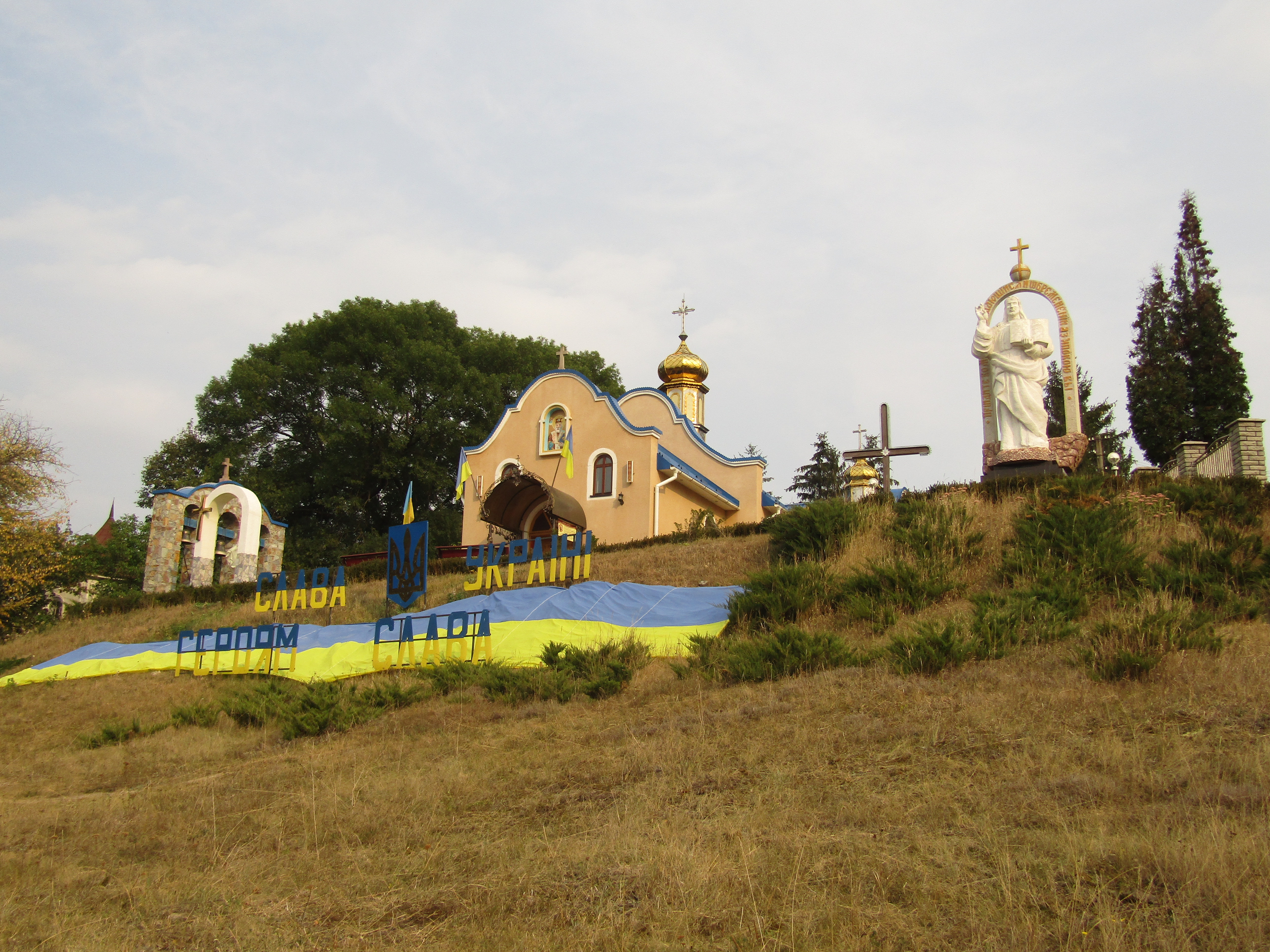
Kirche im Ort

Der Ort wurde 1444 zum ersten Mal schriftlich als Rajhorod erwähnt und lag zunächst in der Woiwodschaft Podolien als Teil der Adelsrepublik Polen. Von 1772 bis 1918 gehörte er, mit Unterbrechung zwischen 1810 und 1815, als er als Teil des Tarnopoler Kreises an Russland abgetreten werden musste, unter seinem polnischen Namen Kolendziany zum österreichischen Galizien.
Nach dem Ende des Ersten Weltkrieges kam der Ort zu Polen (in die Woiwodschaft Tarnopol, Powiat Czortków, Gmina Kolędziany), wurde im Zweiten Weltkrieg ab September 1939 von der Sowjetunion und dann ab Sommer 1941 bis 1944 von Deutschland besetzt, hier wurde der Ort in den Distrikt Galizien eingegliedert.
Nach dem Ende des Krieges wurde der Ort der Sowjetunion zugeschlagen, dort kam das Dorf zur Ukrainischen SSR und ist seit 1991 ein Teil der heutigen Ukraine.

## Verwaltungsgliederung
Am 29. Juli 2015 wurde das Dorf zum Zentrum der neugegründeten Landgemeinde Kolyndjany (Колиндянська сільська громада Kolyndjanska silska hromada). Zu dieser zählten noch die 5 in der untenstenden Tabelle aufgelisteten Dörfer, bis dahin bildete es zusammen mit den Dörfern Kalyniwschtschyna und Semakiwzi die Landratsgemeinde Kolyndjany (Колиндянська сільська рада/Kolyndjanska silska rada) im Osten des Rajons Tschortkiw.
Am 12. Juni 2020 kam noch die 2 Dörfer Probischna und Towstenke zum Gemeindegebiet.
Folgende Orte sind neben dem Hauptort Kolyndjany Teil der Gemeinde:
| Name                     | Name               | Name                                         | Name                | Name |
| ukrainisch transkribiert | ukrainisch         | russisch                                     | polnisch            |      |
| ------------------------ | ------------------ | -------------------------------------------- | ------------------- | ---- |
| Dawydkiwzi               | Давидківці         | Давыдковцы (Dawydkowzy)                      | Dawidkowce          |      |
| Mali Tschornokinzi       | Малі Чорнокінці    | Малые Черноконцы (Malyje Tschernokonzy)      | Czarnokońce Małe    |      |
| Probischna               | Пробіжна           | Пробежная (Probeschnaja)                     | Probużna            |      |
| Tarnawka                 | Тарнавка           | Тарнавка                                     | Tarnawka            |      |
| Towstenke                | Товстеньке         | Толстенькое (Tolstenskoje)                   | Tłusteńkie          |      |
| Tschornokinezka Wolja    | Чорнокінецька Воля | Черноконецкая Воля (Tschernokonezkaja Wolja) | Wola Czarnokoniecka |      |
| Welyki Tschornokinzi     | Великі Чорнокінці  | Великие Черноконцы (Welikije Tschernokonzy)  | Czarnokońce Wielkie |      |